# Hickory (Mississipi)
Hickory és una població dels Estats Units a l'estat de Mississipi. Segons el cens del 2000 tenia 499 habitants.

## Demografia
Segons el cens del 2000, Hickory tenia 499 habitants, 190 habitatges, i 137 famílies. La densitat de població era de 207,2 habitants per km².
Dels 190 habitatges en un 32,6% hi vivien nens de menys de 18 anys, en un 42,1% hi vivien parelles casades, en un 24,2% dones solteres, i en un 27,4% no eren unitats familiars. En el 24,7% dels habitatges hi vivien persones soles el 13,7% de les quals corresponia a persones de 65 anys o més que vivien soles. El nombre mitjà de persones vivint en cada habitatge era de 2,63 i el nombre mitjà de persones que vivien en cada família era de 3,1.
Per edats la població es repartia de la següent manera: un 29,3% tenia menys de 18 anys, un 9,6% entre 18 i 24, un 27,3% entre 25 i 44, un 18,8% de 45 a 60 i un 15% 65 anys o més.
L'edat mediana era de 35 anys. Per cada 100 dones de 18 o més anys hi havia 68,1 homes.
La renda mediana per habitatge era de 25.417 $ i la renda mediana per família de 29.286 $. Els homes tenien una renda mediana de 30.313 $ mentre que les dones 20.000 $. La renda per capita de la població era d'11.700 $. Entorn del 21,4% de les famílies i el 26,1% de la població estaven per davall del llindar de pobresa.

## Poblacions més properes
El següent diagrama mostra les poblacions més properes.